# Durch den Monsun
"Durch den Monsun" (engelsk: Monsoon) er den første single fra det tyske band Tokio Hotel. Nummeret blev udgivet  15. august 2005.  og opnåede en placering som nummer et på både den tyske og den østrigske single-liste.